# Dilocarcinus panoplus
Dilocarcinus panoplus is een krabbensoort uit de familie van de Trichodactylidae.